# Dendropemon montanus
Dendropemon montanus là một loài thực vật có hoa trong họ Loranthaceae. Loài này được Krug & Urb. mô tả khoa học đầu tiên năm 1897.